# Classe ATC B03
La classe ATC B03, dénommée « Préparations anti-anémiques », est un sous-groupe thérapeutique de la classification anatomique, thérapeutique et chimique, développée par l'OMS pour classer les médicaments et autres produits médicaux. La classe ATC vétérinaire correspondante dans la classification ATCvet est QB03. Le sous-groupe présenté ici est celui établi par l'OMS, et peut donc différer des versions dérivées utilisées dans certains pays. Il fait partie du groupe anatomique B de la classification, intitulé « Sang et organes hématopoïétiques ».

## B03A Préparations martiales

### B03AA Fer bivalent, préparations orales
B03AA01 Sulfate ferreux - glycine
B03AA02 Fumarate ferreux (en)
B03AA03 Gluconate ferreux
B03AA04 Carbonate ferreux
B03AA05 Chlorure ferreux
B03AA06 Succinate ferreux
B03AA07 Sulfate ferreux
B03AA08 Tartrate ferreux (en)
B03AA09 Aspartate ferreux
B03AA10 Ascorbate ferreux
B03AA11 Iodure ferreux

### B03AB Fer trivalent, préparations orales
B03AB01 Citrate de fer sodique
B03AB02 Oxyde de fer sucré
B03AB03 Édétate de fer sodique
B03AB04 Hydroxyde ferrique
B03AB05 Complexe oxyde ferrique - polymaltose
B03AB07 Complexe fer - chondroïtine sulfate
B03AB08 Acétyl transferrine ferrique
B03AB09 Protéïnosuccinylate ferrique
B03AB10 Maltol ferrique
QB03AB90 Complexes de fer dextran

### B03AC Fer trivalent, préparations parentérales
Depuis 2014, les classes de 5e niveau ont été supprimées : anciennement B03AC01 (Complexe oxyde ferrique - polymaltose), B03AC02 (Oxyde de fer sucré), B03AC03 (Complexe fer - sorbitol - acide citrique), B03AC05 (Complexe sorbitol ferrique - acide gluconique),  B03AC06 (Complexe oxyde ferrique - dextran), B03AC07 (Complexe fer sodique - gluconate). Les produits sont tous regroupés dans la classe de 4e niveau (B03AC).

### B03AD Fer en association avec l'acide folique
B03AD01 Complexe d'acides aminés ferreux
B03AD02 Fumarate ferreux (en)
B03AD03 Sulfate ferreux
B03AD04 Complexe oxyde ferrique - polymaltose

### B03AE Fer dans d'autres associations
B03AE01 Fer, vitamine B12 et acide folique
B03AE02 Fer, polyvitamines et acide folique
B03AE03 Fer et polyvitamines
B03AE04 Fer, polyvitamines et minéraux
B03AE10 Associations diverses à base de fer

## B03B Vitamine B12et acide folique

### B03BA Vitamine B12(cyanocobalamine et dérivés)
B03BA01 Cyanocobalamine
B03BA02 Complexe cyanocobalamine - tanin
B03BA03 Hydroxocobalamine
B03BA04 Cobamamide
B03BA05 Mécobalamine
B03BA51 Cyanocobalamine en association
B03BA53 Hydroxocobalamine en association

### B03BB Acide folique et dérivés
B03BB01 Acide folique
B03BB51 Acide folique en association

## B03X Autres préparations anti-anémiques

### B03XA Autres préparations anti-anémiques
B03XA01 Érythropoïétine
B03XA02 Darbepoétine alfa
B03XA03 Méthoxy poléthylèneglycol époétine bêta (en)
B03XA04 Péginésatide